# Somogybabod
Somogybabod is een plaats (község) en gemeente in het Hongaarse comitaat Somogy. Somogybabod telt 523 inwoners (2001).